# Perdita lompocensis
Perdita lompocensis is een vliesvleugelig insect uit de familie Andrenidae. De wetenschappelijke naam van de soort is voor het eerst geldig gepubliceerd in 1958 door Timberlake.